# Оппенгейм, Давид бен-Авраам
Давид бен-Авраам Оппенгейм (июнь 1664, Вормс — 12 сентября 1736[…], Прага, Земли Чешской короны[…]) — талмудист, писатель, общественный деятель, библиофил и каббалист, главный раввин Праги, земский раввин Чехии и Моравии.

## Биография
Давид бен-Авраам Оппенгейм происходил из родовитой еврейской семьи, все корни которой уходили к ветхозаветному царю Давиду. Все его предки были раввинами. Отец раввин Авраам Оппенгейм (1633—1693) дал сыну разностороннее образование. Главными учителями его были: известный ректор раввинской школы раввин Гершон Улиф Ашкенази и pаввин Яков Ашкенази. В 17 лет женился на дочери еврейского судьи из Ганновера, Берендса Лефмана (1634—1714). В 1684 году, в двадцатилетнем возрасте, сдал экзамен и стал раввином. В 1691 году, в возрасте 27 лет, он занял пост земского раввина Моравии и Никольсбурга. Преподавая в хедере, собрал вокруг себя много учеников. В 1698 году получил приглашение от брест-литовской еврейской общины и стал раввином Бреста.
Высокое происхождение, богатство, блестящее образование и связи в придворных сферах (дядя его, Самуил Оппенгеймер, состоял придворным банкиром и финансовым агентом в Вене, a тесть Берендс Лефман — финансовым агентом в Ганновере) — выдвинули Оппенгейма на первое место среди еврейских деятелей в Германии. В 1702 году стал главным раввином в Праге, в 1718 году был избран на пост земского раввина Чехии. Его избрание утвердил австрийский император Карл IV специальным декретом.
Община Иерусалима удостоила Оппенгейма звания «раввин Священного города», и он подписывал свои книги титулом «раввин Израиля и многих общин и районов диаспоры». Оппенгейм считался человеком, знакомым со всеми отраслями раввинской и галахической литературы, и многие раввины того времени обращались к нему со сложными вопросами религиозного права.
Умер 12 (23) сентября 1736 года. Похоронен в Праге на Старом еврейском кладбище.

## Книги
Давид бен-Авраам Оппенгейм оставил массу трудов по разнообразным отделам талмудической науки, библейской экзегетике, каббале; литургические произведения, большинство которых не изданы.
Из произведений Оппенгейма напечатаны следующие книги:
- «Moed David» (מועד דוד) — новеллы к трактатам Беца и Шаббат (изд. совместно с «Bet Jehudah» p. Иуды бен-Ниссим, Дессау, 1698);
- «Sugja Arba Mitot» (מיתות םוגיא ארבע) новеллы (Прага, 1725);
- Респонсы («вопросы и ответы», один из жанров галахической литературы, состоящий из бытовых или законодательных вопросов и ответных мнений и рекомендаций галахических авторитетов), сохранившиеся в «Chawwot Jair», «Schijure Keneset ha-Gedolah» и в других сочинениях.
- Из неизданных сочинений:
- «Mekom Dawid» (מקום דוד) — географический лексикон местностей, упоминаемых в Талмуде;
- «Jad Dawid» (יד דוד) — комментарий к Пятикнижию;
- «Tefilla le-Dawid» (תפלה לדוד) — гомилии;
- «Schelal Dawid» (שלל דוד) — респонсы и новеллы;
- «Nischal Dawid» — сборник респонсов.

## Библиотека
Оппенгейм обладал знаменитой библиотекой, состоявшей из 6 000 томов печатных книг и 1000 рукописных, среди которых — произведения еврейской письменности по разнообразным отраслям и на разных языках. Жаргонная литература, к которой учёные того времени относились с пренебрежением, нашла в лице Оппенгейма почти единственного собирателя до второй половины XIX века. Значительная часть этой библиотеки была получена им в дар от Самуила Оппенгеймера, которому удалось приобрести коллекции еврейских книг, похищенных австрийскими солдатами во Франции. Всем типографам Оппенгейм заказал печатать для него книги на лучшей бумаге или на пергаменте. Он мечтал сделать свою библиотеку публичной, но опасался, что цензура конфискует многие книги. После смерти Давида бен-Авраама Оппенгейма библиотека перешла к его сыну Иосифу, который заложил её y одного гамбургского сенатора за 50 000 марок. В 1829 году она была приобретена библиотекой Оксфорда.

## Семья
- Отец — раввин Авраам Оппенгейм (1633—1693)
- Мать — Блюме Блумлин Оппенгеймер (урождённая Вол, 1627—1683)
- Первая жена — Гнендель Бехрендс-Кохен (1658—1712)
- Вторая жена — Шифра Оппенгейм (Шпира, 1670—1737)
- Сын: раввин Иосиф Давид Оппенгейм (1702—1739).
- Дочери: Генендель Оппенгеймер (? — 1734), Толце Оппенгейм (1695—1761), Сара Оппенгеймер (1695—1713), Дженте Йенте Кохен-Оппенгеймер (1696—1736), Блюмле Оппенгейм (1701—1738).

Среди потомков Оппенгейма: раввин Иосиф Меламед (1859—1932), физик-теоретик Джулиус Роберт Оппенгеймер (1904—1967).